# Топінамбури
«Топінамбури» — радянський двосерійний художній фільм 1987 року, знятий режисером Валентином Козачковим на Одеській кіностудії.

## Сюжет
Музичний фільм за мотивами оповідань Миколи Носова. Захоплюючі пригоди двох хлопчаків-пустунів Міши Козлова та Колі Синіцина. Пісні до фільму виконує Великий дитячий хор Центрального телебачення та Всесоюзного радіо.

## У ролях
- Сергійко Турчанінов — Міша Козлов
- Руслан Чунаєв — Коля Синіцин, «Синиця»
- Галина Петрова — Марія Василівна, мати Мішки
- Ольга Кузнецова — Клавдія Іванівна, мама Колі
- Валентин Нікулін — дідусь Гречишников
- Сергій Маковецький — Леонід Істомін, дядько Льоня, композитор
- Андрій Чуприков — Вася
- Алла Будницька — Нодочка, сусідка Колі та Михайло
- Вітаутас Паукште — Потапов, пасічник
- Тетяна Агафонова — лікар, сусідка Колі та Михайло
- Муза Крєпкогорська — тітка Маша
- Тетяна Шебаєва — Тетяна Юрівна, вчителька
- Юлія Космачова — Світлана Ложкіна
- Валерій Бассель — епізод
- Ольга Бітюкова — мама Оленки
- Олександр Денисенко — міліціонер
- Віталій Дорошенко — ловець собак
- Олег Корчиков — чоловік із собакою
- Віра Кулакова — сусідка
- Л. Лісова — пасажирка
- Віктор Маляревич — ловець собак
- Володимир Наумцев — пасажир
- Ірина Токарчук — епізод
- Н. Шаповалова — епізод
- Михайло Юрченко — епізод
- Володимир Солодовников — епізод
- Віктор Павловський — чоловік із цвяхами
- Наталя Нікітська — Оленка Потапова
- Володя Петров — епізод
- Вероніка Асанті — епізод
- Альоша Григор'єв — епізод
- Льоня Дьяур — епізод
- Алла Захарченко — епізод
- Вітя Ковилкін — епізод
- Валентин Козачков — пасажир
- Наталія Дубровська — сусідка
- Злата Смирнова-Солодовнікова — епізод

## Знімальна група
- Режисер-постановник: Валентин Козачков
- Сценарист: Олексій Леонтьєв
- Оператор-постановник: Леонід Бурлака
- Композитор: Євген Стихін
- Художники-постановники: Михайло Безчастнов, Е. Колдаєв
- Звукооператор: Ігор Рябінін
- Режисери: Норма Манн, Н. Халімошкіна
- Оператор: Ольга Горюнова
- Художник по костюмах: Т. Тарова
- Художник-гример: Н. Руденко
- Режисери монтажу: Т. Римарьова, В. Філаретова
- Комбіновані зйомки: оператор — С. Лилов, художник — Е. Філімонова
- Музичні редактори: Олена Вітухіна, О. Жукова
- Вірші для пісень написали: Д. Астрахан, В. Гераскін, Н. Михайлова, Л. Трушкін
- Пісні до фільму виконує Група Дитячого хору Всесоюзного радіо і Центрального телебачення (хормейстер І. Кулешова) і Володимир Пресняков-мол. (пісня «Топінамбур»)
- Редактор: Марина Багрій-Шахматова
- Директори картини: Давид Шапіро, Наталя Годунова